# Пруди (Конотопський район)
Пруди́ — село в Україні, у Конотопському районі Сумської області. Населення становить 320 осіб. До 2018 орган місцевого самоврядування — Сафонівська сільська рада.

## Географія
Село Пруди розташоване на правому березі річки Сейм, вище за течією межує з містом Путивль, нижче за течією на відстані 2 км розташоване село Сафонівка, на протилежному березі — села Зарічне та Корольки. Річка в цьому місці звивиста, утворює лимани, стариці і заболочені озера. Поруч проходить автомобільна дорога Т 1914.

## Історія
12 червня 2020 року, відповідно до розпорядження Кабінету Міністрів України № 723-р «Про визначення адміністративних центрів та затвердження територій територіальних громад Сумської області», село увійшло до складу Путивльської міської громади.
19 липня 2020 року, в результаті адміністративно-територіальної реформи та ліквідації Путивльського району, увійшло до складу новоутвореного Конотопського району.

## Населення
Згідно з переписом УРСР 1989 року чисельність наявного населення села становила 370 осіб, з яких 165 чоловіків та 205 жінок.
За переписом населення України 2001 року в селі мешкало 315 осіб.

### Мова
Розподіл населення за рідною мовою за даними перепису 2001 року:
| Мова       | Чисельність | Відсоток |
| ---------- | ----------- | -------- |
| українська | 297         | 92,81%   |
| російська  | 22          | 6,88%    |
| білоруська | 1           | 0,31%    |
| Усього     | 320         | 100%     |